# جوزيف إدوارد تايلور
جوزيف إدوارد تايلور (بالإنجليزية: Joseph Edward Taylor)‏ هو سياسي أمريكي، ولد في 11 ديسمبر 1830 في المملكة المتحدة، وتوفي في 13 فبراير 1913 في سولت ليك في الولايات المتحدة. انتخب عضو مجلس نواب ولاية يوتا.